# Нация

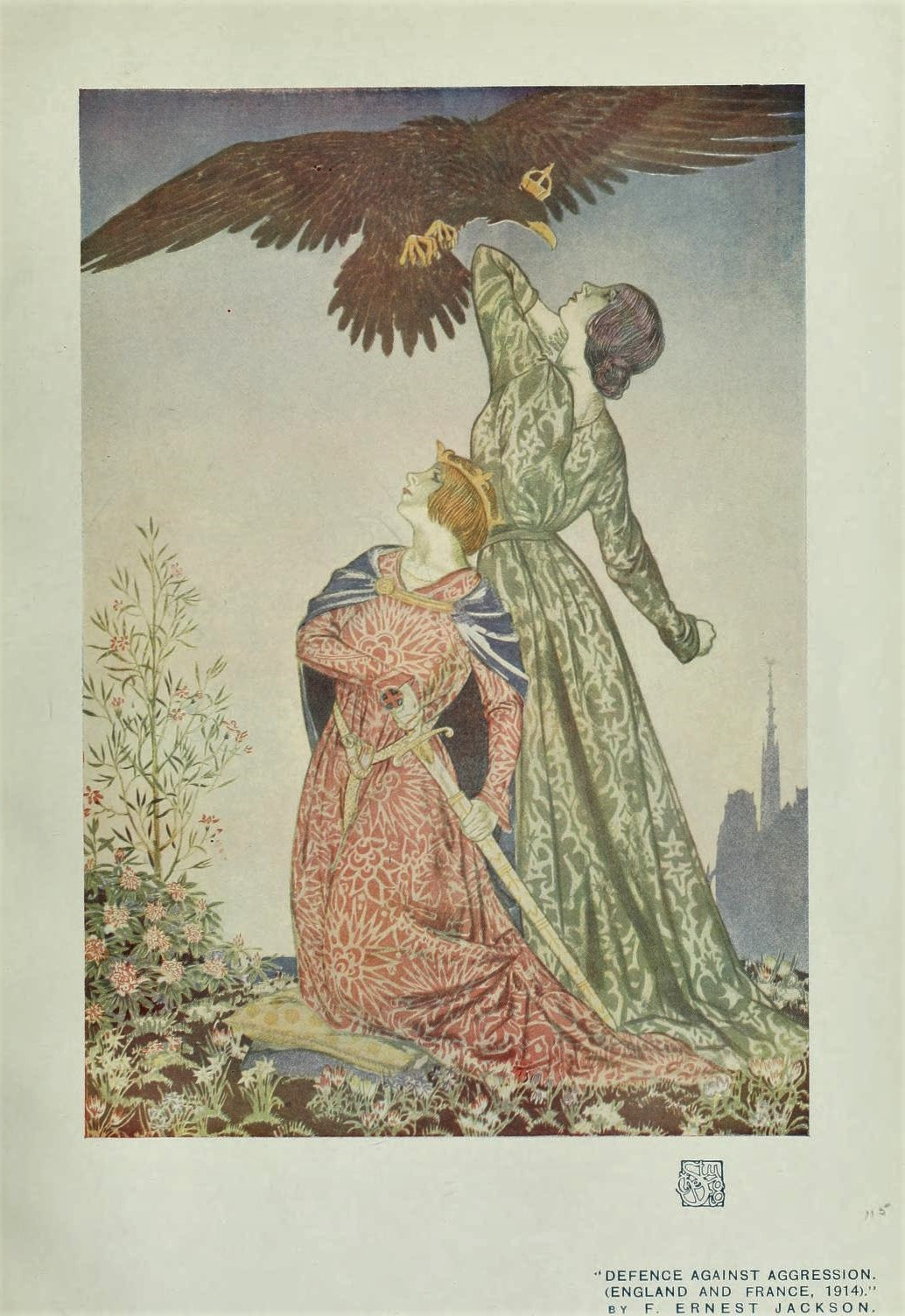
Британская гравюра, изображающая три аллегории: французская и английская нации защищаются от Германской империи, воплощенной в образе орла. Защита от агрессии, Фрэнсис Эрнест Джексон, 1917

На́ция (от лат. natio «племя, народ») — совокупность граждан одного государства — политическая, или гражданская, нация; этническая общность — этническая нация, этнонация, культурная нация.
Нация является более политической, нежели культурно-этнической группой; она была описана как «полностью мобилизованная или институционализированная этническая группа». Некоторые нации являются этническими группами (этнический национализм), а некоторые нет (гражданский национализм).
Членов политической нации отличает общегражданские самосознание, или национальная идентичность, которая выражается в том, что гражданин соотносит себя со своей страной. Эта идентичность отражена в первую очередь в наименовании жителей страны. Члены нации обладают чувством общей истории и культурного наследия, прежде всего высокой профессиональной культуры, общими духовно-нравственными ценностями.
Современное понятие нации появилось во второй половине XVIII века в её концепции «политической-гражданской нации» как определении всех граждан, проживающих в собственном суверенном государстве, так и в концепции «исторической нации» как человеческого сообщества, объединённого общим языком, происхождением, историей, традициями, культурой, географией, расой и духом.
Нарратив о коллективной личности-нации в той или иной мере основывается на иррациональных установках массового сознания. Бенедикт Андерсон охарактеризовал нацию как «воображаемое сообщество», а Пол Джеймс рассматривает её как «абстрактное сообщество». Нация — это воображаемое сообщество в том смысле, что существуют материальные условия для представления расширенных и общих связей. Это абстрактное сообщество в том смысле, что оно объективно безлично, даже если каждый человек в нации воспринимает себя субъективно как часть воплощенного единства с другими. По большей части члены нации остаются незнакомыми друг другу и, вероятно, никогда не встретятся. Отсюда фраза «нация чужаков», используемая такими писателями, как Вэнс Пакард.

## Термин и понятие
В латинских церковных текстах раннего Средневековья использовали «нация» в качестве синонима греческого ἔϑνος, которое во множественном числе обозначало вначале неэллинов, а затем язычников. С XVI века под «нацией» чаще понималось университетское землячество. Университетские нации были объединены на основании места происхождения, языка и системы правил, которыми они руководствовались за пределами своих стран. Нацию образовывали выходцы из одного города. Купцов, участников церковных соборов также делили на «нации» по принципу их происхождения. Термин «нация» перешёл на высшие аристократические сословия европейских государств. В России XVIII веке термин «нация» как обозначение дворянства применял в переводах Денис Фонвизин. Указы Петра I в близком значении использовали термин «регулярный народ» — народ, имеющий государственность и регулярную армию. Воинский устав 1716 года «славным и регулярным народом» называл шведов и противопоставлял регулярным народам «варваров». Пётр хотел сделать россиян «регулярным народом» — политической нацией по типу европейских.
Понятие «нация» получило широкое распространение в период формирования современных государств, сменивших феодальные династические и религиозные государственные образования. Для государства Нового времени характерно создание единых систем управления, рынка и массового образования, что привело к распространению культурно-языкового единообразия, которое пришло на смену локальному своеобразию. Происходило утверждение общих гражданских и правовых норм, общей идентичности. Это была эпоха формирования гражданских наций европейских государств и их колоний в Северной Америке, Австралии, Новой Зеландии, Латинской Америке. В страны Азии и Африки понятие «нация» пришло из Европы, в особенности в XX веке в процессе деколонизации и создания новых суверенных государств. В 1914 году В. И. Ленин написал работу «О праве наций на самоопределение». В 1919 году появляется Лига Наций.
Понятие гражданской нации как общности, которая находится под единой суверенной властью, отражают такие современные понятия, как «национальное государство», «национальная экономика», «национальные интересы», «здоровье нации», «лидер нации». В некоторых случаях «нацией» в политическом языке может именоваться государство, откуда, в частности, название Организация Объединённых Наций. Начиная с 1990-х годов понимание нации в качестве гражданско-политической общности, которая образует суверенное государство, утвердилось в России и других постсоветских странах.

## Политическая нация
По определению МЭСБЕ: нации — «совокупность индивидов, связанных сознанием своего единства, общности происхождения, языка, верований, быта, нравов, обычаев, исторического прошлого и солидарностью социальных и политических интересов настоящего».
В работе «Марксизм и национальный вопрос» И. В. Сталин определяет нацию как «исторически сложившуюся устойчивую общность людей, возникшую на базе общности языка, территории, экономической жизни и психического склада», причём каждый из признаков Сталин считал обязательным; после переоценки сталинского наследия это определение критиковалось как не отражающее суть, а обязательность этих признаков была оспорена.
Конструктивисты отрицают преемственность между этносами доиндустриального общества и современными нациями, они подчёркивают, что нации являются продуктами индустриализации, распространения всеобщего стандартизированного образования, развития науки и техники, в частности, книгопечатания («печатного капитализма»), средств массовых коммуникаций и информации и что в доиндустриальную эпоху этносы и этническая идентичность не играли такой важной роли, так как традиционное общество предлагало много других форм идентичности (сословие, религия и так далее).
Один из главных теоретиков конструктивизма Бенедикт Андерсон определяет нации как «воображаемые сообщества»: «я предлагаю следующее определение нации: это воображённое политическое сообщество, и воображается оно как что-то неизбежно ограниченное, но в то же время суверенное». Имеется в виду не то, что нации — вообще некие фикции, а то, что реально существуют лишь рационально мыслящие индивиды, а нация существует лишь в их головах, «в воображении», в силу того, что они себя идентифицируют именно этим, а не другим образом.

## Этническая нация
Примордиалисты понимают нацию как переход этноса на особую национальную ступень развития, то есть как биологический феномен. Возникновение этой разновидности национализма связано с формированием мистической концепции «народного духа» (Volksgeist) в рамках немецкого «народнического» (volkisch) и расистского, ариософского национализма XVIII—XIX веков (в частности, в творчестве представителей немецкого романтизма). Ранние немецкие националисты-романтики считали, что существует некий «народный дух» — иррациональное, сверхъестественное начало, который воплощается в различных народах и определяет их своеобразие и отличие друг от друга, и которое находит выражение в «крови» и в расе. С этой точки зрения «народный дух» передаётся с «кровью», то есть по наследству, таким образом, нация понимается как сообщество, происходящее от общих предков, связанное кровнородственными узами.
Один из главных оппонентов примордиализма Бенедикт Андерсон писал: «Теоретиков национализма часто ставили в тупик, если не сказать раздражали, следующие три парадокса: Объективная современность наций в глазах историка, с одной стороны, — и субъективная их древность в глазах националиста, с другой…».

## Формирование наций
Самоидентификация вольно или невольно происходит через сопоставление с другими. Этот подход транслируется также на нацию, рассматриваемую в качестве целостности и наделяемую персонифицированными чертами, такими как «национальный дух» и др. по этой причине в национальной истории на первое место ставится национальный консенсус; как правило, считается, что народ противостоит другому народу, государство — другому государству. При формирования национальных государств и национального самосознания возникает «националистическая история», которая приветствуется большей частью общества.
В XVIII веке начинается процесс «изобретения наций» и их истории, в который включаются представления о «народных традициях» и «исторических корнях». В этих версиях мифические герои Троянской войны в роли «прародителей» сменяются древними племенами и государствами. Историография XVIII—XIX веков в основном оставалась политической; национально-государственной историографией принимались в расчёт прежде всего все государственно-политические образования, когда-либо располагавшиеся на нынешней территории. Так, уже в первой половине XIX века в истории Франции была включена история таких государств, как Бургундия, Нормандия, империя Карла Великого и Франкские королевства. Взгляды на этнические корни нации создавали различные фантастические анахронизмы. Так, в работе «Что такое нация?» (1882) Эрнеста Ренана утверждалось: «Уже в X в. все обитатели Франции были французами Идея различия рас в населении Франции абсолютно исчезла вместе с французскими писателями и поэтами эпохи Гуго Капета». Только в начале XX века Поль Видаль де ла Блаш, критикуя «национализацию» прошлого, ставит вопрос: «Является ли Франция географической реальностью?».
«Изобретение наций» оказало влияние также на самоидентификацию правящих династий. В Европе члены династических семей нередко управляли разными, часто враждующими, государствами. Бенедикт Андерсон писал, что к середине XIX века «в силу быстро растущего во всей Европе престижа национальной идеи, в евро-средиземноморских монархиях наметилась отчетливая тенденция постепенно склоняться к манящей национальной идентификации. Романовы открыли, что они великороссы, Ганноверы — что они англичане, Гогенцоллерны — что они немцы, а их кузены с несколько большими затруднениями превращались в румын, греков и т. д.». Изменился также подход к предкам царствующих фамилий. В династических представлениях мифические персонажи были заменены более реальными властителями прошлого, которым, однако, стала присваиваться «правильная» национальность. Одним из наиболее ярких примеров является вопрос об этнической принадлежности первых русских князей; полемика по поводу этого вопроса была названа историком Василием Ключевским «симптомом общественной патологии».
Практически любое современное государство обладает комплексом мифов, нередко восходящих к народным представлениям, которые получили государственно-идеологическое основание и стали частью национальной мифологии. Общенациональный исторический нарратив ставится в зависимость от группового самосознания и связан с политикой идентичности. Так, национальная история Франции охватывала всех граждан, которые наделены политическими правами. В СССР «творцом истории» считались только «трудящиеся массы». В Германии исторически героем истории воспринимался «немецкий народ» в качестве этнической или этно-расовой общности. Национальная история во Франции обладала инклюзивным характером, в СССР и Германии — эксклюзивным, но на принципиально разных основаниях — классовом в СССР и этно-расовом — в Германии.
Националисты конструируют такое прошлое, которое служит их целям, включая притязание на государство или территорию‚ «свою» или «чужую», политическое доминирование и культурный капитал. Темпоральные представления национализма связаны с конкретными национальными задачами и могут почти полностью определяться текущей политической повесткой или предполагаемым идеальным будущим, однако во всех случаях прошлое остаётся наиболее важным фактором формирования национальной идентичности и политической активизации.
Национальный характер может пониматься как объект национальной гордости и признак «особости» конкретной нации. Исследования «национального характера», в том числе на основе исторического материала, начались в середине XX века, будучи стимулированы политическими целями. В рамках национально-государственной историографии тема «национального характера» часто включает существенный компонент антиисторизма, поскольку «национальный характер» и «национальный дух» часто понимаются как неизменные. По меньшей мере с периода романтизма «исторический путь» нации рассматривался как предопределённый. Алексис де Токвиль писал о создателях национальных «Историй»: они «не только отказывают любым отдельным гражданам в возможности влиять на судьбу своего народа, но также отнимают у самих народов возможность изменять собственную участь… По их мнению, каждая нация имеет свою неизбежную судьбу, предопределяемую её положением, происхождением, её прошлым и врожденными особенностями, и эту судьбу никакие усилия не смогут изменить. Они представляют поколения в их неразрывной взаимосвязи и, восходя таким образом от века к веку, от одних неизбежных событий к другим неизбежным событиям, достигают времен сотворения мира и куют мощные цепи, опутывающие весь род людской». Проявления «национального характера» или «национального духа» нередко демонстрируются историей военных конфликтов. Утверждается, что даже в условиях военных поражений или потери политической независимости «свой» народ проявляет такие «личностные» качества, как «стойкость», «мужество», «героизм», «любовь к родине» и др. Если народ, напротив, одерживает военные победы и захватывает территории, согласно национальной историографии, он проявляет «справедливость», «милосердие» и др. Национальный характер может увязываться с «национальным превосходством», рассматриваясь как основа «достижений» (трудолюбие‚ талантливость и др.), так и как причина их отсутствия.